# Poecilotheria fasciata
Poecilotheria fasciata är en spindelart som först beskrevs av Pierre André Latreille 1804.  Poecilotheria fasciata ingår i släktet Poecilotheria och familjen fågelspindlar.
Artens utbredningsområde är Sri Lanka. Inga underarter finns listade i Catalogue of Life.